# Championnat d'Afrique des nations masculin de handball 2024
Navigation
Égypte 2022 Rwanda 2026
Le Championnat d'Afrique des nations masculin de handball 2024 est la 26e édition du championnat d'Afrique des nations (CAN), une compétition de handball organisée par la Confédération africaine de handball (CAHB). Elle met en compétition les meilleures équipes sélections masculines d'Afrique.
Initialement, la compétition devait se dérouler en Algérie. En mars 2022, la CAHB décide finalement de retirer l'organisation de la compétition à l'Algérie, puis de l'attribuer à l'Égypte.
La compétition initialement prévue du 19 au 29 janvier 2024 est décalée de deux jours par la CAHB en novembre 2023, se tenant désormais du 17 au 27 janvier 2024. La compétition est qualificative pour les Jeux olympiques de 2024 et le Championnat du monde 2025.
La compétition est remportée par l'Égypte, qui s'impose en finale face à l'Algérie (29-21). La troisième place est attribuée à la Tunisie.

## Modalités

### Équipes qualifiées
Les modalités de qualification des équipes ne sont pas connues. Les 14 équipes qualifiées sont :
| Pays     | Zone | Apparitions précédentes dans la compétition |
| -------- | ---- | --- |
| Algérie  | 1    | 24 (1976, 1979, 1981, 1983, 1985, 1987, 1989, 1991, 1992, 1994, 1996, 1998, 2000, 2002, 2004, 2006, 2008, 2010, 2012, 2014, 2016, 2018, 2020, 2022)       |
| Angola   | 6    | 17 (1981, 1983, 1985, 1987, 1989, 1998, 2002, 2004, 2006, 2008, 2010, 2012, 2014, 2016, 2018, 2020, 2022)                                                 |
| Cameroun | 4    | 16 (1974, 1976, 1979, 1996, 1998, 2002, 2004, 2006, 2008, 2010, 2012, 2014, 2016, 2018, 2020, 2022)                                                       |
| Cap-Vert | 2    | 2 (2020, 2022) |
| Congo    | 4    | 20 (1979, 1981, 1983, 1985, 1987, 1989, 1991, 1994, 1996, 1998, 2002, 2004, 2006, 2010, 2012, 2014, 2016, 2018, 2020)                                     |
| RD Congo | 4    | 12 (1992, 2000, 2002, 2004, 2006, 2008, 2010, 2014, 2016, 2018, 2020, 2022)                                                                               |
| Égypte   | 5    | 23 (1979, 1981, 1983, 1985, 1987, 1989, 1991, 1992, 1994, 1996, 1998, 2000, 2002, 2004, 2006, 2008, 2010, 2012, 2014, 2016, 2018, 2020, 2022)             |
| Gabon    | 4    | 9 (2000, 2002, 2006, 2010, 2014, 2016, 2018, 2020, 2022)                                                                                                  |
| Guinée   | 2    | 3 (1981, 2020, 2022) |
| Kenya    | 5    | 4 (2004, 2016, 2020, 2022) |
| Libye    | 1    | 5 (2004, 2010, 2014, 2016, 2020) |
| Maroc    | 1    | 19 (1987, 1989, 1991, 1992, 1994, 1996, 1998, 2000, 2002, 2004, 2006, 2008, 2010, 2012, 2014, 2016, 2018, 2020, 2022)                                     |
| Nigeria  | 3    | 12 (1979, 1981, 1996, 1998, 2002, 2006, 2018, 2010, 2014, 2018, 2020, 2022)                                                                               |
| Rwanda   | 5    | Première participation |
| Tunisie  | 1    | 25 (1974, 1976, 1979, 1981, 1983, 1985, 1987, 1989, 1991, 1992, 1994, 1996, 1998, 2000, 2002, 2004, 2006, 2008, 2010, 2012, 2014, 2016, 2018, 2020, 2022) |
| Zambie   | 6    | 2 (2020, 2022) |

Remarques
- en gras et en italique sont indiqués respectivement le champion et le pays hôte de l'édition concernée ;
- aucun pays de la zone 7 n'est qualifié pour la compétition.

### Format de la compétition
Les 16 équipes qualifiées sont réparties dans quatre groupes de quatre. Les trois journées sont disputées du 17 au 21 janvier 2024. A l‘issue du tour préliminaire, les deux premiers de chaque groupe sont qualifiés pour le tour principal : quart de finales (23 janvier), demi–finales (24 janvier) et finale (26 janvier). 

### Enjeux
Le tournoi sert de qualification pour les Jeux olympiques de 2024 : le champion d'Afrique s'y qualifie directement tandis que le finaliste et le troisième obtiennent le droit de participer à des tournois de qualifications olympiques. De plus, les cinq premières équipes sont qualifiées pour le championnat du monde 2025.

### Tirage au sort
Le tirage au sort est effectué le 15 novembre 2023 :
- Groupe A :  Rwanda,  Zambie,  RD Congo,  Cap-Vert
- Groupe B :  Congo,  Cameroun,  Guinée,  Égypte
- Groupe C :  Libye,  Gabon,  Algérie,  Maroc
- Groupe D :  Kenya,  Nigeria,  Angola,  Tunisie

## Phase de groupes

### Groupe A
|   | Équipe   | Pts | J | G | N | P | Bp  | Bc  | Diff |
| - | -------- | --- | - | - | - | - | --- | --- | ---- |
| 1 | Cap-Vert | 6   | 3 | 3 | 0 | 0 | 126 | 62  | 64   |
| 2 | RD Congo | 4   | 3 | 2 | 0 | 1 | 100 | 70  | 30   |
| 3 | Rwanda   | 2   | 3 | 1 | 0 | 2 | 83  | 115 | -32  |
| 4 | Zambie   | 0   | 3 | 0 | 0 | 3 | 59  | 121 | -62  |

| 17 janvier 2024 12 h 00 UTC+2 | RD Congo    | 40-21   | Zambie     | Le Caire Affluence : 200 Arbitrage : El-Sayed, El-Sayed |
| 17 janvier 2024 12 h 00 UTC+2 | Kiangbeni 8 | (20-8)  | Syakwayi 9 | Le Caire Affluence : 200 Arbitrage : El-Sayed, El-Sayed |
| 17 janvier 2024 12 h 00 UTC+2 | ×2          | Rapport | ×1 ×2      | Le Caire Affluence : 200 Arbitrage : El-Sayed, El-Sayed |

| 17 janvier 2024 14 h 00 UTC+2 | Cap-Vert        | 52-27   | Rwanda          | Le Caire Affluence : 200 Arbitrage : Dahou, Zoghlami |
| 17 janvier 2024 14 h 00 UTC+2 | trois joueurs 7 | (24-13) | trois joueurs 4 | Le Caire Affluence : 200 Arbitrage : Dahou, Zoghlami |
| 17 janvier 2024 14 h 00 UTC+2 | ×6              | Rapport | ×6 ×1           | Le Caire Affluence : 200 Arbitrage : Dahou, Zoghlami |

| 19 janvier 2024 14 h 00 UTC+2 | Rwanda  | 20-38 | RD Congo | Le Caire |
| 19 janvier 2024 14 h 00 UTC+2 | (11-18) |       |          | Le Caire |

| 19 janvier 2024 16 h 00 UTC+2 | Zambie | 13-45 | Cap-Vert | Le Caire |
| 19 janvier 2024 16 h 00 UTC+2 | (8-23) |       |          | Le Caire |

| 21 janvier 2024 16 h 00 UTC+2 | Zambie  | 25-36 | Rwanda | Le Caire |
| 21 janvier 2024 16 h 00 UTC+2 | (12-18) |       |        | Le Caire |

| 21 janvier 2024 18 h 00 UTC+2 | Cap-Vert | 29-22 | RD Congo | Le Caire |
| 21 janvier 2024 18 h 00 UTC+2 | (16-11)  |       |          | Le Caire |

### Groupe B
|   | Équipe   | Pts | J | G | N | P | Bp  | Bc | Diff |
| - | -------- | --- | - | - | - | - | --- | -- | ---- |
| 1 | ÉgypteT  | 6   | 3 | 3 | 0 | 0 | 102 | 50 | 52   |
| 2 | Guinée   | 4   | 3 | 2 | 0 | 1 | 63  | 74 | -11  |
| 3 | Cameroun | 2   | 3 | 1 | 0 | 2 | 60  | 79 | -19  |
| 4 | Congo    | 0   | 3 | 0 | 0 | 3 | 62  | 84 | -22  |

| 17 janvier 2024 16 h 00 UTC+2 | Cameroun | 25-21   | Congo     | Le Caire Affluence : 1 200 Arbitrage : Chouraki, Achraf |
| 17 janvier 2024 16 h 00 UTC+2 | Eyebe 6  | (13-6)  | Hubesch 6 | Le Caire Affluence : 1 200 Arbitrage : Chouraki, Achraf |
| 17 janvier 2024 16 h 00 UTC+2 | ×2       | Rapport | ×1        | Le Caire Affluence : 1 200 Arbitrage : Chouraki, Achraf |

| 17 janvier 2024 20 h 00 UTC+2 | Égypte       | 33-15   | Guinée          | Le Caire Affluence : 1 200 Arbitrage : Belkhiri, Hamidi |
| 17 janvier 2024 20 h 00 UTC+2 | Abdou (en) 7 | (18-7)  | trois joueurs 3 | Le Caire Affluence : 1 200 Arbitrage : Belkhiri, Hamidi |
| 17 janvier 2024 20 h 00 UTC+2 | ×3           | Rapport | ×1 ×3           | Le Caire Affluence : 1 200 Arbitrage : Belkhiri, Hamidi |

| 19 janvier 2024 16 h 00 UTC+2 | Guinée          | 23-19   | Cameroun | Le Caire Affluence : 500 Arbitrage : Ben Dahou, Zoghlami |
| 19 janvier 2024 16 h 00 UTC+2 | Lebon-Mannou 13 | (10-11) | Fokou 5  | Le Caire Affluence : 500 Arbitrage : Ben Dahou, Zoghlami |
| 19 janvier 2024 16 h 00 UTC+2 | ×4              | Rapport | ×1 ×5    | Le Caire Affluence : 500 Arbitrage : Ben Dahou, Zoghlami |

| 19 janvier 2024 18 h 00 UTC+2 | Égypte | 34-19   | Congo          | Le Caire Affluence : 1 200 Arbitrage : Faye, Diop |
| 19 janvier 2024 18 h 00 UTC+2 | Reda 7 | (16-11) | Okoko Elenga 8 | Le Caire Affluence : 1 200 Arbitrage : Faye, Diop |
| 19 janvier 2024 18 h 00 UTC+2 | ×1     | Rapport | ×2 ×3          | Le Caire Affluence : 1 200 Arbitrage : Faye, Diop |

| 21 janvier 2024 16 h 00 UTC+2 | Congo            | 22-25   | Guinée          | Le Caire Affluence : 1 200 Arbitrage : Biro, Kiss |
| 21 janvier 2024 16 h 00 UTC+2 | Taty Costodes 10 | (9-15)  | Lebon-Mannou 14 | Le Caire Affluence : 1 200 Arbitrage : Biro, Kiss |
| 21 janvier 2024 16 h 00 UTC+2 | ×1 ×7            | Rapport | ×1 ×2           | Le Caire Affluence : 1 200 Arbitrage : Biro, Kiss |

| 21 janvier 2024 18 h 00 UTC+2 | Cameroun | 16-35   | Égypte           | Le Caire Affluence : 1 200 Arbitrage : Chouraki, Achraf |
| 21 janvier 2024 18 h 00 UTC+2 | Eyebe 5  | (9-17)  | quatre joueurs 4 | Le Caire Affluence : 1 200 Arbitrage : Chouraki, Achraf |
| 21 janvier 2024 18 h 00 UTC+2 | ×1 ×2    | Rapport | ×1               | Le Caire Affluence : 1 200 Arbitrage : Chouraki, Achraf |

### Groupe C
|   | Équipe  | Pts | J | G | N | P | Bp | Bc | Diff |
| - | ------- | --- | - | - | - | - | -- | -- | ---- |
| 1 | Algérie | 6   | 3 | 3 | 0 | 0 | 95 | 69 | 26   |
| 2 | Maroc   | 4   | 3 | 2 | 0 | 1 | 86 | 80 | 6    |
| 3 | Libye   | 2   | 3 | 1 | 0 | 2 | 69 | 88 | -19  |
| 4 | Gabon   | 0   | 3 | 0 | 0 | 3 | 76 | 89 | -13  |

| 17 janvier 2024 10 h 00 UTC+2 | Algérie | 31-27   | Gabon            | Le Caire Affluence : 700 Arbitrage : Faye, Diop |
| 17 janvier 2024 10 h 00 UTC+2 | Abdi 7  | (16-12) | Aubyang-Mirama 7 | Le Caire Affluence : 700 Arbitrage : Faye, Diop |
| 17 janvier 2024 10 h 00 UTC+2 | ×1      | Rapport | ×2               | Le Caire Affluence : 700 Arbitrage : Faye, Diop |

| 17 janvier 2024 14 h 00 UTC+2 | Maroc    | 30-25   | Libye    | Le Caire Affluence : 1 200 Arbitrage : Emam, Hossam |
| 17 janvier 2024 14 h 00 UTC+2 | Ezzine 7 | (17-14) | Al-Har 6 | Le Caire Affluence : 1 200 Arbitrage : Emam, Hossam |
| 17 janvier 2024 14 h 00 UTC+2 | ×7       | Rapport | ×1 ×7    | Le Caire Affluence : 1 200 Arbitrage : Emam, Hossam |

| 19 janvier 2024 18 h 00 UTC+2 | Libye                | 19-34   | Algérie | Le Caire Affluence : 500 Arbitrage : El Saied, El Saied |
| 19 janvier 2024 18 h 00 UTC+2 | Al-Shati, Al-Rabia 5 | (10-18) | Saker 8 | Le Caire Affluence : 500 Arbitrage : El Saied, El Saied |
| 19 janvier 2024 18 h 00 UTC+2 | ×4                   | Rapport | ×7      | Le Caire Affluence : 500 Arbitrage : El Saied, El Saied |

| 19 janvier 2024 20 h 00 UTC+2 | Gabon             | 25-33   | Maroc   | Le Caire Affluence : 400 Arbitrage : Biro, Kiss |
| 19 janvier 2024 20 h 00 UTC+2 | Aubyang-Mirama 11 | (9-16)  | Lakbi 9 | Le Caire Affluence : 400 Arbitrage : Biro, Kiss |
| 19 janvier 2024 20 h 00 UTC+2 | ×1                | Rapport | ×4      | Le Caire Affluence : 400 Arbitrage : Biro, Kiss |

| 21 janvier 2024 14 h 00 UTC+2 | Gabon  | 24-25   | Libye      | Le Caire Affluence : 1 200 Arbitrage : Dahou, Rochdi |
| 21 janvier 2024 14 h 00 UTC+2 | Wora 6 | (10-13) | Al-Rabia 7 | Le Caire Affluence : 1 200 Arbitrage : Dahou, Rochdi |
| 21 janvier 2024 14 h 00 UTC+2 | ×1     | Rapport | ×3         | Le Caire Affluence : 1 200 Arbitrage : Dahou, Rochdi |

| 21 janvier 2024 20 h 00 UTC+2 | Maroc     | 23-30   | Algérie | Le Caire Affluence : 800 Arbitrage : Faye, Diop |
| 21 janvier 2024 20 h 00 UTC+2 | Mansari 7 | (13-16) | Abdi 7  | Le Caire Affluence : 800 Arbitrage : Faye, Diop |
| 21 janvier 2024 20 h 00 UTC+2 | ×2 ×5     | Rapport | ×2 ×4   | Le Caire Affluence : 800 Arbitrage : Faye, Diop |

### Groupe D
|   | Équipe  | Pts | J | G | N | P | Bp  | Bc  | Diff |
| - | ------- | --- | - | - | - | - | --- | --- | ---- |
| 1 | Tunisie | 6   | 3 | 3 | 0 | 0 | 128 | 67  | 61   |
| 2 | Angola  | 4   | 3 | 2 | 0 | 1 | 104 | 77  | 27   |
| 3 | Nigeria | 2   | 3 | 1 | 0 | 2 | 75  | 85  | -10  |
| 4 | Kenya   | 0   | 3 | 0 | 0 | 3 | 61  | 139 | -78  |

| 17 janvier 2024 12 h 00 UTC+2 | Tunisie  | 59-18   | Kenya    | Le Caire Affluence : 500 Arbitrage : El Malwane, El Ghass |
| 17 janvier 2024 12 h 00 UTC+2 | Toumi 10 | (27-4)  | Kirimi 6 | Le Caire Affluence : 500 Arbitrage : El Malwane, El Ghass |
| 17 janvier 2024 12 h 00 UTC+2 | ×2       | Rapport | ×2       | Le Caire Affluence : 500 Arbitrage : El Malwane, El Ghass |

| 17 janvier 2024 16 h 00 UTC+2 | Angola          | 26-24   | Nigeria | Le Caire Affluence : 1 200 Arbitrage : Biro, Kiss |
| 17 janvier 2024 16 h 00 UTC+2 | Ferreira (en) 9 | (13-11) | Ani 8   | Le Caire Affluence : 1 200 Arbitrage : Biro, Kiss |
| 17 janvier 2024 16 h 00 UTC+2 | ×2              | Rapport | ×1      | Le Caire Affluence : 1 200 Arbitrage : Biro, Kiss |

| 19 janvier 2024 14 h 00 UTC+2 | Kenya     | 20-48   | Angola          | Le Caire Affluence : 500 Arbitrage : Emam, Hossam |
| 19 janvier 2024 14 h 00 UTC+2 | Wakhuka 5 | (10-28) | Pascoal (en) 10 | Le Caire Affluence : 500 Arbitrage : Emam, Hossam |
| 19 janvier 2024 14 h 00 UTC+2 | ×5        | Rapport | ×2              | Le Caire Affluence : 500 Arbitrage : Emam, Hossam |

| 19 janvier 2024 20 h 00 UTC+2 | Nigeria | 19-36   | Tunisie | Le Caire Affluence : 1 200 Arbitrage : Chouraki, Achraf |
| 19 janvier 2024 20 h 00 UTC+2 | Yusuf 7 | (10-18) | Rzig 9  | Le Caire Affluence : 1 200 Arbitrage : Chouraki, Achraf |
| 19 janvier 2024 20 h 00 UTC+2 | ×3 ×2   | Rapport | ×3      | Le Caire Affluence : 1 200 Arbitrage : Chouraki, Achraf |

| 21 janvier 2024 14 h 00 UTC+2 | Nigeria | 32-23 | Kenya | Le Caire |
| 21 janvier 2024 14 h 00 UTC+2 | (16-9)  |       |       | Le Caire |

| 21 janvier 2024 20 h 00 UTC+2 | Tunisie  | 33-30   | Angola      | Le Caire Affluence : 1 200 Arbitrage : Belkhiri, Ali |
| 21 janvier 2024 20 h 00 UTC+2 | Sanai 6  | (16-15) | Hebo (en) 5 | Le Caire Affluence : 1 200 Arbitrage : Belkhiri, Ali |
| 21 janvier 2024 20 h 00 UTC+2 | ×1 ×5 ×1 | Rapport | ×1          | Le Caire Affluence : 1 200 Arbitrage : Belkhiri, Ali |

## Phase finale
|  | Quarts de finale | Quarts de finale |                 |                 | Demi-finales           | Demi-finales           |    |  | Finale          | Finale          |
|  | Quarts de finale | Quarts de finale |                 |                 | Demi-finales           | Demi-finales           |    |  | Finale          | Finale          |
|  |                  |                  |                 |                 |                        |                        |    |  |                 |                 |
|  | 23 janvier 2024  | 23 janvier 2024  |                 |                 | 25 janvier 2024        | 25 janvier 2024        |    |  | 27 janvier 2024 | 27 janvier 2024 |
|  | 23 janvier 2024  | 23 janvier 2024  |                 |                 | 25 janvier 2024        | 25 janvier 2024        |    |  | 27 janvier 2024 | 27 janvier 2024 |
|  | Cap-Vert         | 31               |                 |                 | 25 janvier 2024        | 25 janvier 2024        |    |  | 27 janvier 2024 | 27 janvier 2024 |
|  | Cap-Vert         | 31               |                 |                 | 25 janvier 2024        | 25 janvier 2024        |    |  | 27 janvier 2024 | 27 janvier 2024 |
|  | Maroc            | 22               |                 |                 | 25 janvier 2024        | 25 janvier 2024        |    |  | 27 janvier 2024 | 27 janvier 2024 |
|  | Maroc            | 22               | Cap-Vert        | 26              |                        |                        |    |  | 27 janvier 2024 | 27 janvier 2024 |
|  | 23 janvier 2024  |                  | Cap-Vert        | 26              |                        |                        |    |  | 27 janvier 2024 | 27 janvier 2024 |
|  |                  | Algérie          | 32              |                 |                        |                        |    |  | 27 janvier 2024 | 27 janvier 2024 |
|  | Algérie          | Algérie          | 32              | 36              |                        |                        |    |  | 27 janvier 2024 | 27 janvier 2024 |
|  | Algérie          |                  |                 | 36              |                        |                        |    |  | 27 janvier 2024 | 27 janvier 2024 |
|  | RD Congo         | 23               |                 |                 |                        |                        |    |  | 27 janvier 2024 | 27 janvier 2024 |
|  | RD Congo         | 23               | Algérie         | 21              |                        |                        |    |  |                 |                 |
|  | 23 janvier 2024  |                  | Algérie         | 21              |                        |                        |    |  |                 |                 |
|  |                  | Égypte           | 29              |                 |                        |                        |    |  |                 |                 |
|  | Égypte           | Égypte           | 29              | 37              |                        |                        |    |  |                 |                 |
|  | Égypte           | 25 janvier 2024  |                 | 37              |                        |                        |    |  |                 |                 |
|  | Angola           | 25               |                 |                 |                        |                        |    |  |                 |                 |
|  | Angola           | 25               | Égypte          | 30              |                        |                        |    |  |                 |                 |
|  | 23 janvier 2024  | 23 janvier 2024  | Égypte          | 30              | Match pour la 3e place | Match pour la 3e place |    |  |                 |                 |
|  | 23 janvier 2024  | 23 janvier 2024  |                 | Tunisie         | Match pour la 3e place | Match pour la 3e place | 25 |  |                 |                 |
|  | Tunisie          | 37               | 27 janvier 2024 | 27 janvier 2024 |                        |                        | 25 |  |                 |                 |
|  | Tunisie          | 37               | 27 janvier 2024 | 27 janvier 2024 |                        |                        |    |  |                 |                 |
|  | Guinée           | 24               |                 | Cap-Vert        | 28                     |                        |    |  |                 |                 |
|  | Guinée           | 24               |                 | Cap-Vert        | 28                     |                        |    |  |                 |                 |
|  |                  |                  |                 |                 |                        |                        |    |  | Tunisie         | 35              |
|  |                  |                  |                 |                 |                        |                        |    |  | Tunisie         | 35              |

### Quarts de finale
| 23 janvier 2024 10 h 30 UTC+2 | Cap-Vert       | 31 – 22 | Maroc        | Le Caire Affluence : 1 200 Arbitrage : El Sayed, El Sayed |
| 23 janvier 2024 10 h 30 UTC+2 | Paulo Moreno 8 | (13-10) | Ryad Lakbi 5 | Le Caire Affluence : 1 200 Arbitrage : El Sayed, El Sayed |
| 23 janvier 2024 10 h 30 UTC+2 | ×4             | Rapport | ×1 ×3        | Le Caire Affluence : 1 200 Arbitrage : El Sayed, El Sayed |

| 23 janvier 2024 13 h 00 UTC+2 | Algérie            | 36 – 23 | RD Congo             | Le Caire Affluence : 1 200 Arbitrage : Bíró, Kiss |
| 23 janvier 2024 13 h 00 UTC+2 | Messaoud Berkous 7 | (14-15) | Aurélien Tchitombi 6 | Le Caire Affluence : 1 200 Arbitrage : Bíró, Kiss |
| 23 janvier 2024 13 h 00 UTC+2 | ×1                 | Rapport | ×1                   | Le Caire Affluence : 1 200 Arbitrage : Bíró, Kiss |

| 23 janvier 2024 15 h 30 UTC+2 | Égypte              | 37 – 25 | Angola          | Le Caire Affluence : 1 200 |
| 23 janvier 2024 15 h 30 UTC+2 | Ahmed Abdelrahman 7 | (20-13) | Declerck Sibo 5 | Le Caire Affluence : 1 200 |
| 23 janvier 2024 15 h 30 UTC+2 | ×3                  | Rapport | ×1 ×3 ×1        | Le Caire Affluence : 1 200 |

| 23 janvier 2024 18 h 00 UTC+2 | Tunisie         | 37 – 24 | Guinée           | Le Caire Affluence : 700 Arbitrage : Chouraki, El Mounir |
| 23 janvier 2024 18 h 00 UTC+2 | Maaref, Toumi 7 | (17-12) | Adjiri Corcher 7 | Le Caire Affluence : 700 Arbitrage : Chouraki, El Mounir |
| 23 janvier 2024 18 h 00 UTC+2 | ×3              | Rapport | ×4               | Le Caire Affluence : 700 Arbitrage : Chouraki, El Mounir |

### Demi-finales
| 25 janvier 2024 17 h 30 UTC+2 | Égypte           | 30 – 25 | Tunisie               | Le Caire Affluence : 3 000 Arbitrage : Ádám Bíró, Olivér Kiss |
| 25 janvier 2024 17 h 30 UTC+2 | Mohammad Sanad 8 | (17-12) | Anouar Ben Abdallah 5 | Le Caire Affluence : 3 000 Arbitrage : Ádám Bíró, Olivér Kiss |
| 25 janvier 2024 17 h 30 UTC+2 | ×3               | Rapport | ×2 ×4                 | Le Caire Affluence : 3 000 Arbitrage : Ádám Bíró, Olivér Kiss |

| 25 janvier 2024 20 h 30 UTC+2 | Cap-Vert       | 26 – 32 | Algérie            | Cairo Stadium Sports Hall (en), Le Caire Affluence : 3 000 Arbitrage : Ádám Bíró, Olivér Kiss |
| 25 janvier 2024 20 h 30 UTC+2 | Paulo Moreno 5 | (8–16)  | Abdi, Khermouche 7 | Cairo Stadium Sports Hall (en), Le Caire Affluence : 3 000 Arbitrage : Ádám Bíró, Olivér Kiss |
| 25 janvier 2024 20 h 30 UTC+2 | ×1 ×4 ×2       | Rapport | ×5                 | Cairo Stadium Sports Hall (en), Le Caire Affluence : 3 000 Arbitrage : Ádám Bíró, Olivér Kiss |

### Match pour la3eplace
| 27 janvier 2024 15 h 30 UTC+2 | Cap-Vert         | 28 – 35 | Tunisie         | Le Caire Affluence : 3 000 Arbitrage : Belkhiri, Hamidi |
| 27 janvier 2024 15 h 30 UTC+2 | Leandro Semedo 6 | (13-20) | Ghassen Toumi 6 | Le Caire Affluence : 3 000 Arbitrage : Belkhiri, Hamidi |
| 27 janvier 2024 15 h 30 UTC+2 | ×1 ×3            | Rapport | ×1 ×3 ×1        | Le Caire Affluence : 3 000 Arbitrage : Belkhiri, Hamidi |

### Finale
| 27 janvier 2024 18 h 00 UTC+2 | Égypte         | 29 – 21   | Algérie        | Cairo Stadium Sports Hall (en), Le Caire Affluence : 5 000 Arbitrage : Ádám Bíró, Olivér Kiss |
| 27 janvier 2024 18 h 00 UTC+2 | Nafea, Sanad 5 | (17 - 10) | Hichem Daoud 6 | Cairo Stadium Sports Hall (en), Le Caire Affluence : 5 000 Arbitrage : Ádám Bíró, Olivér Kiss |
| 27 janvier 2024 18 h 00 UTC+2 | ×1             | Rapport   | ×1 ×5          | Cairo Stadium Sports Hall (en), Le Caire Affluence : 5 000 Arbitrage : Ádám Bíró, Olivér Kiss |

| Égypte                          |    |                   |             |            |
|                                 |    |                   |             |            |
| GB                              | 88 | Karim Hendawy     | 11/27 (1/1) |            |
| GB                              | 92 | Mohamed Aly       | 7/11        |            |
| ARD                             | 5  | Yahia Omar        | 4/7         |            |
| ARG                             | 10 | Abdelrahman Abdou | 0/1         |            |
|                                 | 17 | Ahmed Nasralla    | 3/3         |            |
| P                               | 24 | Ibrahim El-Masry  | /           |            |
| ARG                             | 39 | Yehia El-Deraa    | 2/3         | Averti     |
| ARG                             | 42 | Hassan Kaddah     | /           |            |
| DC                              | 45 | Seif El-Deraa     | /           | Suspension |
| ARD                             | 48 | Mohab Abdelhak    | 2/3         |            |
| ALD                             | 53 | Akram Yosri       | /           |            |
| ALG                             | 79 | Ahmed Nafea       | 5/7         |            |
|                                 | 80 | Ahmed Abdel       | 3/4         |            |
| P                               | 89 | Mohamed Mamdouh   | /           |            |
|                                 | 90 | Mohamed Ali       | 4/5         |            |
| ALD                             | 91 | Mohammad Sanad    | 5/6         |            |
| Entraîneur : Juan Carlos Pastor |    |                   |             |            |

| Égypte | Statistiques   | Algérie |
| ------ | -------------- | ------- |
| 29/40  | Buts marqués   | 21/49   |
| 72,5 % | % réussite     | 42,9 %  |
| 1/1    | Jets de 7m     | 3/5     |
| 1      | Cartons jaunes | 1       |
| 2 min  | Suspensions    | 10 min  |
| 0      | Cartons rouges | 0       |
| 18/38  | Arrêts         | 8/34    |
| 47,4 % | % d'arrêts     | 23,5 %  |

| Algérie                    |                            |                            |                            |                         |
|                            |                            |                            |                            |                         |
| GB                         | 1                          | Hachemi Chahreddine        | /                          |                         |
| GB                         | 16                         | Yahia Zemouchi             | /                          |                         |
| GB                         | 22                         | Khalifa Ghedbane           | 8/34 (1/1)                 |                         |
| ARG                        | 4                          | Noureddine Hellal          | /                          |                         |
| DC                         | 5                          | Rafik Bounab               | 0/1                        |                         |
| ARG                        | 6                          | Messaoud Berkous           | 3/7                        | Suspension              |
| ALG                        | 7                          | Hichem Daoud               | 6/8                        | Suspension              |
| ARG                        | 9                          | Wail Melazem               | /                          |                         |
| ALD                        | 15                         | Redouane Saker             | 2/4                        |                         |
| P                          | 18                         | Hichem Kaabeche            | 1/1                        |                         |
|                            | 28                         | Ali Boulehsa               | 0/1                        |                         |
|                            | 36                         | Hacene Djaballah           | 0/1                        |                         |
| DC                         | 44                         | Mustapha Hadj Sadok        | 0/3                        |                         |
| ARD                        | 87                         | Ayoub Abdi                 | 4/15                       |                         |
| P                          | 94                         | Bastien Khermouche         | 2/4                        | Suspension              |
| P                          | 98                         | Abdeldjalil Zennadi        | 2/3                        | Suspension · Suspension |
| Entraîneur : Farouk Dehili | Entraîneur : Farouk Dehili | Entraîneur : Farouk Dehili | Entraîneur : Farouk Dehili | Averti                  |

## Matchs de classement

### Matchs de la5eà8eplace
|  | Demi-finales de classement | Demi-finales de classement |                        |    | Match pour la 5e place | Match pour la 5e place |
|  | Demi-finales de classement | Demi-finales de classement |                        |    | Match pour la 5e place | Match pour la 5e place |
|  |                            |                            |                        |    |                        |                        |
|  | 24 janvier 2024            | 24 janvier 2024            |                        |    | 26 janvier 2024        | 26 janvier 2024        |
|  | 24 janvier 2024            | 24 janvier 2024            |                        |    | 26 janvier 2024        | 26 janvier 2024        |
|  | Maroc                      | 36                         |                        |    | 26 janvier 2024        | 26 janvier 2024        |
|  | Maroc                      | 36                         |                        |    | 26 janvier 2024        | 26 janvier 2024        |
|  | RD Congo                   | 37                         |                        |    | 26 janvier 2024        | 26 janvier 2024        |
|  | RD Congo                   | 37                         | RD Congo               | 26 |                        |                        |
|  | 24 janvier 2024            |                            | RD Congo               | 26 |                        |                        |
|  |                            | Guinée                     | 29                     |    |                        |                        |
|  | Angola                     | Guinée                     | 29                     | 24 |                        |                        |
|  | Angola                     |                            |                        | 24 |                        |                        |
|  | Guinée                     | 25 tab                     |                        |    |                        |                        |
|  | Guinée                     | 25 tab                     | Match pour la 7e place |    |                        |                        |
|  |                            |                            |                        |    |                        |                        |
|  | 26 janvier 2024            |                            |                        |    |                        |                        |
|  |                            |                            |                        |    |                        |                        |
|  | Maroc                      | 25                         |                        |    |                        |                        |
|  | Maroc                      | 25                         |                        |    |                        |                        |
|  | Angola                     | 23                         |                        |    |                        |                        |
|  | Angola                     | 23                         |                        |    |                        |                        |

#### Demi-finales de classement
| 24 janvier 2024 15 h 00 UTC+2 | Maroc                         | 36 – 37 (tab)  | RD Congo              | Le Caire Affluence : 1 200 Arbitrage : Emam, Hedaia |
| 24 janvier 2024 15 h 00 UTC+2 | Ryad Lakbi 9                  | (12-14, 30-30) | Aurélien Tchitombi 11 | Le Caire Affluence : 1 200 Arbitrage : Emam, Hedaia |
| 24 janvier 2024 15 h 00 UTC+2 | Prol. : Non disputéeTab : 6-7 |                |                       | Le Caire Affluence : 1 200 Arbitrage : Emam, Hedaia |
| 24 janvier 2024 15 h 00 UTC+2 | ×1 ×3                         | Rapport        | ×1 ×5                 | Le Caire Affluence : 1 200 Arbitrage : Emam, Hedaia |

| 24 janvier 2024 19 h 30 UTC+2 | Angola                        | 24 – 25 (tab) | Guinée           | Le Caire Affluence : 1 200 Arbitrage : El Malwane, El Gahss |
| 24 janvier 2024 19 h 30 UTC+2 | Chicola (en), Ferreira (en) 4 | (12-9, 22-22) | Adjiri Corcher 7 | Le Caire Affluence : 1 200 Arbitrage : El Malwane, El Gahss |
| 24 janvier 2024 19 h 30 UTC+2 | Prol. : Non disputéeTab : 2-3 |               |                  | Le Caire Affluence : 1 200 Arbitrage : El Malwane, El Gahss |
| 24 janvier 2024 19 h 30 UTC+2 | ×3                            | Rapport       | ×1               | Le Caire Affluence : 1 200 Arbitrage : El Malwane, El Gahss |

#### Match pour la7eplace
| 26 janvier 2024 14 h 00 UTC+2 | Maroc             | 25 – 23 | Angola                 | Le Caire Affluence : 300 Arbitrage : Ben Dahou, Zoghlami |
| 26 janvier 2024 14 h 00 UTC+2 | Mohammed Ezzine 9 | (12-13) | Cláudio Chicola (en) 7 | Le Caire Affluence : 300 Arbitrage : Ben Dahou, Zoghlami |
| 26 janvier 2024 14 h 00 UTC+2 | ×3                | Rapport | ×3 ×1                  | Le Caire Affluence : 300 Arbitrage : Ben Dahou, Zoghlami |

#### Match pour la5eplace
| 26 janvier 2024 18 h 00 UTC+2 | RD Congo             | 26 – 29 | Guinée              | Le Caire Affluence : 3 000 Arbitrage : Belkhiri, Hamidi |
| 26 janvier 2024 18 h 00 UTC+2 | Aurélien Tchitombi 7 | (11-17) | Théo Lebon-Mannou 8 | Le Caire Affluence : 3 000 Arbitrage : Belkhiri, Hamidi |
| 26 janvier 2024 18 h 00 UTC+2 | ×1 ×3                | Rapport | ×1                  | Le Caire Affluence : 3 000 Arbitrage : Belkhiri, Hamidi |

### Matchs de la9eà12eplace
|  | 1/4 de finales de classement | 1/4 de finales de classement |                 |                 | Demi-finales de classement | Demi-finales de classement |    |  | Match pour la 9e place | Match pour la 9e place |
|  | 1/4 de finales de classement | 1/4 de finales de classement |                 |                 | Demi-finales de classement | Demi-finales de classement |    |  | Match pour la 9e place | Match pour la 9e place |
|  |                              |                              |                 |                 |                            |                            |    |  |                        |                        |
|  | 23 janvier 2024              | 23 janvier 2024              |                 |                 | 24 janvier 2024            | 24 janvier 2024            |    |  | 26 janvier 2024        | 26 janvier 2024        |
|  | 23 janvier 2024              | 23 janvier 2024              |                 |                 | 24 janvier 2024            | 24 janvier 2024            |    |  | 26 janvier 2024        | 26 janvier 2024        |
|  | Rwanda                       | 33                           |                 |                 | 24 janvier 2024            | 24 janvier 2024            |    |  | 26 janvier 2024        | 26 janvier 2024        |
|  | Rwanda                       | 33                           |                 |                 | 24 janvier 2024            | 24 janvier 2024            |    |  | 26 janvier 2024        | 26 janvier 2024        |
|  | Gabon                        | 37                           |                 |                 | 24 janvier 2024            | 24 janvier 2024            |    |  | 26 janvier 2024        | 26 janvier 2024        |
|  | Gabon                        | 37                           | Gabon           | 21              |                            |                            |    |  | 26 janvier 2024        | 26 janvier 2024        |
|  | 23 janvier 2024              |                              | Gabon           | 21              |                            |                            |    |  | 26 janvier 2024        | 26 janvier 2024        |
|  |                              | Cameroun                     | 28              |                 |                            |                            |    |  | 26 janvier 2024        | 26 janvier 2024        |
|  | Cameroun                     | Cameroun                     | 28              | 36              |                            |                            |    |  | 26 janvier 2024        | 26 janvier 2024        |
|  | Cameroun                     |                              |                 | 36              |                            |                            |    |  | 26 janvier 2024        | 26 janvier 2024        |
|  | Kenya                        | 18                           |                 |                 |                            |                            |    |  | 26 janvier 2024        | 26 janvier 2024        |
|  | Kenya                        | 18                           | Cameroun        | 25              |                            |                            |    |  |                        |                        |
|  | 23 janvier 2024              |                              | Cameroun        | 25              |                            |                            |    |  |                        |                        |
|  |                              | Nigeria                      | 33              |                 |                            |                            |    |  |                        |                        |
|  | Libye                        | Nigeria                      | 33              | 36              |                            |                            |    |  |                        |                        |
|  | Libye                        | 24 janvier 2024              |                 | 36              |                            |                            |    |  |                        |                        |
|  | Zambie                       | 18                           |                 |                 |                            |                            |    |  |                        |                        |
|  | Zambie                       | 18                           | Libye           | 24              |                            |                            |    |  |                        |                        |
|  | 23 janvier 2024              | 23 janvier 2024              | Libye           | 24              | Match pour la 11e place    | Match pour la 11e place    |    |  |                        |                        |
|  | 23 janvier 2024              | 23 janvier 2024              |                 | Nigeria         | Match pour la 11e place    | Match pour la 11e place    | 31 |  |                        |                        |
|  | Nigeria                      | 27                           | 26 janvier 2024 | 26 janvier 2024 |                            |                            | 31 |  |                        |                        |
|  | Nigeria                      | 27                           | 26 janvier 2024 | 26 janvier 2024 |                            |                            |    |  |                        |                        |
|  | Congo                        | 26                           |                 | Gabon           | 25                         |                            |    |  |                        |                        |
|  | Congo                        | 26                           |                 | Gabon           | 25                         |                            |    |  |                        |                        |
|  |                              |                              |                 |                 |                            |                            |    |  | Libye                  | 24                     |
|  |                              |                              |                 |                 |                            |                            |    |  | Libye                  | 24                     |

#### Quarts de finale de classement
| 23 janvier 2024 10 h 30 UTC+2 | Rwanda  | 33-37 | Gabon | Le Caire |
| 23 janvier 2024 10 h 30 UTC+2 | (17-22) |       |       | Le Caire |

| 23 janvier 2024 13 h 00 UTC+2 | Libye  | 36-17 | Zambie | Le Caire |
| 23 janvier 2024 13 h 00 UTC+2 | (19-3) |       |        | Le Caire |

| 23 janvier 2024 15 h 00 UTC+2 | Cameroun | 36-18 | Kenya | Le Caire |
| 23 janvier 2024 15 h 00 UTC+2 | (15-7)   |       |       | Le Caire |

| 23 janvier 2024 18 h 00 UTC+2 | Nigeria | 27-26 | Congo | Le Caire |
| 23 janvier 2024 18 h 00 UTC+2 | (14-16) |       |       | Le Caire |

#### Demi-finales de classement
| 24 janvier 2024 13 h 00 UTC+2 | Gabon  | 21-28 | Cameroun | Le Caire |
| 24 janvier 2024 13 h 00 UTC+2 | (8-16) |       |          | Le Caire |

| 24 janvier 2024 17 h 00 UTC+2 | Libye   | 24-31 | Nigeria | Le Caire |
| 24 janvier 2024 17 h 00 UTC+2 | (10-14) |       |         | Le Caire |

#### Match pour la11eplace
| 26 janvier 2024 18 h 00 UTC+2 | Gabon   | 25-24 | Libye | Le Caire |
| 26 janvier 2024 18 h 00 UTC+2 | (13-12) |       |       | Le Caire |

#### Match pour la9eplace
| 26 janvier 2024 16 h 00 UTC+2 | Cameroun | 25-33 | Nigeria | Le Caire |
| 26 janvier 2024 16 h 00 UTC+2 | (13-15)  |       |         | Le Caire |

### Matchs de la13eà16eplace
|  | Demi-finales de classement | Demi-finales de classement |                         |    | Match pour la 13e place | Match pour la 13e place |
|  | Demi-finales de classement | Demi-finales de classement |                         |    | Match pour la 13e place | Match pour la 13e place |
|  |                            |                            |                         |    |                         |                         |
|  | 24 janvier 2024            | 24 janvier 2024            |                         |    | 26 janvier 2024         | 26 janvier 2024         |
|  | 24 janvier 2024            | 24 janvier 2024            |                         |    | 26 janvier 2024         | 26 janvier 2024         |
|  | Rwanda                     | 32                         |                         |    | 26 janvier 2024         | 26 janvier 2024         |
|  | Rwanda                     | 32                         |                         |    | 26 janvier 2024         | 26 janvier 2024         |
|  | Kenya                      | 24                         |                         |    | 26 janvier 2024         | 26 janvier 2024         |
|  | Kenya                      | 24                         | Rwanda                  | 28 |                         |                         |
|  | 24 janvier 2024            |                            | Rwanda                  | 28 |                         |                         |
|  |                            | Congo                      | 42                      |    |                         |                         |
|  | Zambie                     | Congo                      | 42                      | 17 |                         |                         |
|  | Zambie                     |                            |                         | 17 |                         |                         |
|  | Congo                      | 36                         |                         |    |                         |                         |
|  | Congo                      | 36                         | Match pour la 15e place |    |                         |                         |
|  |                            |                            |                         |    |                         |                         |
|  | 26 janvier 2024            |                            |                         |    |                         |                         |
|  |                            |                            |                         |    |                         |                         |
|  | Kenya                      | 34                         |                         |    |                         |                         |
|  | Kenya                      | 34                         |                         |    |                         |                         |
|  | Zambie                     | 28                         |                         |    |                         |                         |
|  | Zambie                     | 28                         |                         |    |                         |                         |

#### Demi-finales de classement
| 24 janvier 2024 13 h 00 UTC+2 | Rwanda  | 32-24 | Kenya | Le Caire |
| 24 janvier 2024 13 h 00 UTC+2 | (19-10) |       |       | Le Caire |

| 24 janvier 2024 15 h 00 UTC+2 | Zambie | 17-36 | Congo | Le Caire |
| 24 janvier 2024 15 h 00 UTC+2 | (8-21) |       |       | Le Caire |

#### Match pour la15eplace
| 26 janvier 2024 14 h 00 UTC+2 | Kenya   | 34-28 | Zambie | Le Caire |
| 26 janvier 2024 14 h 00 UTC+2 | (15-16) |       |        | Le Caire |

#### Match pour la13eplace
| 26 janvier 2024 16 h 00 UTC+2 | Rwanda  | 28-42 | Congo | Le Caire |
| 26 janvier 2024 16 h 00 UTC+2 | (16-20) |       |       | Le Caire |

## Classement final
| Rang                       | Équipe   | J | G | N | P | Bp  | Bc  | Diff | Commentaire                                  |
| -------------------------- | -------- | - | - | - | - | --- | --- | ---- | -------------------------------------------- |
| Médaille d'or, Europe      | Égypte   | 6 | 6 | 0 | 0 | 198 | 121 | 77   | Qualifié pour les JO 2024 et le Mondial 2025 |
| Médaille d'argent, Europe  | Algérie  | 6 | 5 | 0 | 1 | 184 | 147 | 37   | Qualifié pour un TQO et pour le Mondial 2025 |
| Médaille de bronze, Europe | Tunisie  | 6 | 5 | 0 | 1 | 225 | 149 | 76   | Qualifié pour un TQO et pour le Mondial 2025 |
| 4                          | Cap-Vert | 6 | 4 | 0 | 2 | 211 | 151 | 60   | Qualifié pour le Mondial 2025                |
|                            |          |   |   |   |   |     |     |      |                                              |
| 5                          | Guinée   | 6 | 4 | 0 | 2 | 141 | 161 | -20  | Qualifié pour le Mondial 2025                |
| 6                          | RD Congo | 6 | 3 | 0 | 3 | 186 | 171 | 15   | -                                            |
| 7                          | Maroc    | 6 | 3 | 0 | 3 | 169 | 171 | -2   | -                                            |
| 8                          | Angola   | 6 | 2 | 0 | 4 | 176 | 164 | 12   | -                                            |
|                            |          |   |   |   |   |     |     |      |                                              |
| 9                          | Nigeria  | 6 | 4 | 0 | 2 | 166 | 160 | 6    | -                                            |
| 10                         | Cameroun | 6 | 3 | 0 | 3 | 149 | 151 | -2   | -                                            |
| 11                         | Gabon    | 6 | 2 | 0 | 4 | 159 | 174 | -15  | -                                            |
| 12                         | Libye    | 6 | 2 | 0 | 4 | 153 | 162 | -9   | -                                            |
| 13                         | Congo    | 6 | 2 | 0 | 4 | 166 | 156 | 10   | -                                            |
| 14                         | Rwanda   | 6 | 2 | 0 | 4 | 176 | 218 | -42  | -                                            |
| 15                         | Kenya    | 6 | 1 | 0 | 5 | 137 | 235 | -98  | -                                            |
| 16                         | Zambie   | 6 | 0 | 0 | 6 | 122 | 227 | -105 | -                                            |

## Statistiques et récompenses

### Équipe-type
| \| · Pierre · Nafea · Moreno · Sanad · Y. El-Deraa · Hadj Sadok · Ben Abdallah Meilleur joueur : Yahia Omar Meilleur buteur : Ahmed Adel \| |
| Équipe type du championnat d'Afrique 2024                                                                                                   |
| · Pierre · Nafea · Moreno · Sanad · Y. El-Deraa · Hadj Sadok · Ben Abdallah Meilleur joueur : Yahia Omar Meilleur buteur : Ahmed Adel       |

L'équipe-type du tournoi est composée des joueurs suivants :
- Meilleur joueur :  Yahia Omar
- Meilleur gardien de but :  Rubens Pierre
- Meilleur ailier droit :  Mohammad Sanad
- Meilleur arrière droit :  Anouar Ben Abdallah
- Meilleur demi-centre :  Mustapha Hadj Sadok
- Meilleur pivot :  Paulo Moreno
- Meilleur arrière gauche :  Yehia El-Deraa
- Meilleur ailier gauche :  Ahmed Nafea

Les statistiques des buteurs ne sont pas connues.

## Effectifs des équipes sur le podium
Les effectifs des équipes sur le podium sont[réf. nécessaire] :

### Champion d'Afrique:Égypte
- Yahia Omar
- Abdelrahman Abdou
- Ahmed Nasralla
- Ibrahim El-Masry
- Yehia El-Deraa
- Hassan Kaddah
- Seif El-Deraa
- Mohab Abdelhak
- Akram Saad
- Ahmed Nafea
- Ahmed Abdel
- Karim Hendawy
- Mohamed Mamdouh
- Ali Zein
- Mohammad Sanad
- Mohamed Aly
- Khaled Brahim
- Mohsen Mahmoud

Sélectionneur :
- Juan Carlos Pastor

### Vice-champion d'Afrique:Algérie
- Zoheïr Naïm
- Noureddine Hellal
- Rafik Bounab
- Messaoud Berkous
- Chahreddine Hachemi
- Hichem Daoud
- Wail Melazem
- Redouane Saker
- Nidhal Eddine Blida
- Yahia Zemouchi
- Hichem Kaabeche
- Khalifa Ghedbane
- Ali Boulehsa
- Hacene Djaballah
- Mustapha Hadj Sadok
- Ayoub Abdi
- Bastien Khermouche
- Abdeldjalil Zennadi

Sélectionneur :
- Farouk Dehili

### Troisième place:Tunisie
- Oussama Fekih
- Bidel Abdelli
- Ousamma Hosni
- Mosbah Sanai
- Youssef Maaref
- Oussama Rmiki
- Abdelhak Ben Salah
- Issam Rzig
- Yassine Ben Salem
- Rayen Zariat
- Ghassen Toumi
- Yassine Belkaied
- Marouan Chouiref
- Mehdi Harbaoui
- Islem Jbeli
- Anouar Ben Abdallah
- Asil Niamli
- Rayen Zariat

Sélectionneur :
- Patrick Cazal